# Cirillo Dell’Antonio
Cirillo Dell’Antonio, auch Cyrillo, (* 27. Oktober 1876 in Moena, Trentino; † 7. Juni 1971 in Trier, Rheinland-Pfalz) war ein italienisch-deutscher Holzbildhauer und Medailleur.

## Leben
Cirillo Dell’Antonio stammte aus dem Fassatal in Tirol. Sein Vater war ein Nagelschmied und ließ auch seinen Sohn dieses Handwerk erlernen, ehe er ihn zur Ausbildung als Bildhauer mit 16 Jahren nach Gröden brachte. Er arbeitete zunächst bei August Runggaldier, dann bei Josef Moroder Lusenberg und schließlich als künstlerischer Leiter in der Verlegerei Franz Martiner in St. Ulrich. Er heiratete die Tochter seines Lehrers, Emma Moroder. Ab 1903 war Dell’Antonio Lehrer an der Holzschnitzschule Bad Warmbrunn (Niederschlesien), ab 1922 Direktor dieser Schule. Unter seinem Direktorat waren unter anderen Günther Grundmann und Otto Zirnbauer Lehrer an der Schule. 
In der Zeit des Nationalsozialismus war Dell’Antonio Mitglied der Reichskammer der bildenden Künste. Für diese Zeit ist seine Teilnahme an 15 großen Gruppenausstellungen sicher belegt, darunter von 1939 bis 1944 die Großen Deutschen Kunstausstellungen in München mit acht Plastiken und 54 Plaketten.

## Werke (Auswahl)

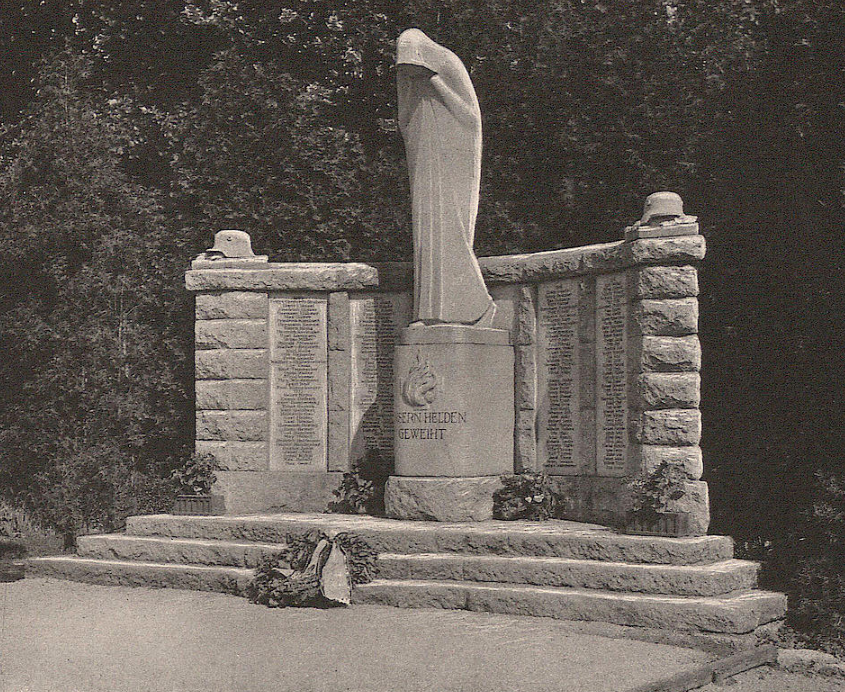
Kriegerdenkmal in Bad Warmbrunn

- Kriegerdenkmal auf der Burg Kynast, errichtet im Auftrag von Graf Schaffgotsch zum Gedenken seiner im Ersten Weltkrieg gefallenen Bediensteten
- Kriegerdenkmal in Bad Warmbrunn, Schlesien (nicht erhalten)
- Büste von Moritz Ferdinand von Bissing, Generalgouverneur von Belgien im Ersten Weltkrieg (Eiche)
- Ehrenmal für die Gefallenen des Ersten Weltkriegs in Königsberg (um 1925, 1944 verbrannt)[2]
- Medaillenporträt von Günther Grundmann, 1932 (einseitiger Bronzehohlguss)[3]
- Alexander von Kluck (Porträtbüste, Bronze; ausgestellt 1939 auf der Großen Deutschen Kunstausstellung)[4]
- Paul von Hindenburg (Porträtbüste, Bronze; ausgestellt 1940 auf der Großen Deutschen Kunstausstellung)[5]
- Manfred von Richthofen (Porträtbüste, Bronze; ausgestellt 1943 auf der Großen Deutschen Kunstausstellung)[6]

## Ausstellungen (unvollständig)
- 1922: Galerie Stenzel (Casimir Stenzel), Breslau, Tauentzienplatz 1

## Bibliografie
- Dell’Antonio, Cirillo. Artisti ladini 1580–1939. Cristiano Trebinger, Melchiore Vinazer, Domenico Moling, Valentino Rovisi, Domenico Mahlknecht, G. Battista Pettena, Ferdinando Demetz, G. Battista Chiocchetti, Francesco Tavella, G. Moroder-Lusenberg, Giuseppe Iellico, Rodolfo Moroder. Trento. Ed. della Scuola D’Arte. 1951 (Ital.)